# Overgangsklasse hockey
De Overgangsklasse is het derde niveau van het Nederlandse hockey-systeem.

## Opzet competitie tot 2011
De KNHB voerde de Overgangsklasse in met ingang van het seizoen 1981/82. Tot en met het seizoen 2010/11 bestond de overgangsklasse zowel bij de mannen als bij de vrouwen uit 2 parallelle poules van 12 clubs en die werden niet naar regio ingedeeld. Iedere club speelde 11 thuis- en 11 uitwedstrijden. De speeldata liepen in de meeste gevallen wel gelijk aan die van de hoofdklasse. De winterstop duurde doorgaans van eind november tot en met begin maart.

### Promotie/Degradatie
Tot het seizoen 2003/04 promoveerden de beide kampioenen van de Overgangsklasse direct naar de Hoofdklasse ten koste van de twee laagste geklasseerde teams uit de Hoofdklasse. Vanaf het seizoen 2003/04 werd deze promotieregeling ingrijpend veranderd. Aan het einde van het seizoen speelden de nummers 1 van beide poules play-offs volgens het best of three principe. De winnaar was kampioen van de overgangsklasse en promoveerde rechtstreeks naar de hoofdklasse. De verliezer maakte dan nog een kans op promotie en speelde een play off tegen de nummer 11 van de hoofdklasse, ook volgens het best-of-three principe.
Aan het einde van het seizoen speelden ook de nummers 2 van beide poules play-offs. De winnaar hiervan was beste nummer twee van de Overgangsklasse en speelde een play off tegen de nummer 10 van de hoofdklasse, eveneens volgens het best-of-three principe. De winnaar van deze play-offs speelt volgend seizoen in de hoofdklasse en de verliezer speelt volgend seizoen in de overgangsklasse. Deze nacompetitie werd ingevoerd met ingang van het seizoen 2003/04 om de kloof met de hoogste klasse niet al te groot te laten worden.
De nummers 11 en 12 van beide poules degradeerden direct naar de eerste klasse en werden vervangen door de nummers 1 van diezelfde klasse.

## Opzet competitie vanaf 2011/12
Vanaf het seizoen 2011/12 heeft het bondsbestuur van de KNHB besloten een vernieuwde opzet voor de overgangsklasse voor het Nederlandse hockey in te voeren. Hieraan liggen de volgende uitgangspunten ten grondslag:
- een betere aansluiting van de Overgangsklasse competitie op de Hoofdklasse competitie;
- het behouden van de mogelijkheid voor alle districten om in de Overgangsklasse in te stromen;
- het meer spanning in de competitie, zowel aan de boven- als de onderkant;
- play-offs voor de onderkant van de ranglijst met de eerste en tweede teams uit de Eerste Klasse.

De opzet voor dit seizoen bestaat voor de heren en de dames uit een hele voorcompetitie in vier poules (A t/m D) van zes teams. De bovenste twee teams van deze poules spelen vervolgens in een promotiepoule om het kampioenschap van de Overgangsklasse en promotie naar de Hoofdklasse. De overige 16 teams worden ingedeeld in twee poules (E en F) van acht teams. In deze poules wordt gestreden om lijfsbehoud in de Overgangsklasse. De twee hekkensluiters van deze poules zullen rechtstreeks degraderen en worden vervangen door de twee beste kampioenen van de Eerste klasse. De overige twee kampioenen van de Eerste klasse spelen play offs tegen de twee nummers 7 van de Overgangsklasse en de beste nummers 2 uit de Eerste klasse spelen dan tegen de nummers 6 van de Overgangsklasse.
Op 12 april 2013 werd bekend dat de Overgangsklasse met ingang van het seizoen 2013/14 terug zal keren naar haar oude vorm met twee parallelle poules. De promotie/degradatieregeling met de Eerste klasse zal dan ongewijzigd blijven.

## Opzet competitie vanaf 2018/19
Met ingang van het seizoen 2018/19 heeft het bondsbestuur van de KNHB besloten een Promotieklasse in te voeren tussen de Overgangsklasse en de Hoofdklasse.

### Promotie/Degradatie
Vanaf seizoen 2018-2019 geldt de volgende regeling:
- De nummers 1 van de Overgangsklasse (poule A & B) promoveren rechtstreeks naar de Promotieklasse.
- De nummers 2 van de Overgangsklasse (poule A & B) spelen een play-off tegen elkaar; de winnaar van deze play-off serie speelt vervolgens om promotie tegen de nummer 10 van de Promotieklasse.
- De nummers 10 van de Overgangsklasse (poule A & B) spelen om handhaving een play-off tegen een van de winnaars van de play-offwedstrijden tussen de nummers 2 van de Eerste klasse (poule A t/m D)
- De nummers 11 en 12 van de Overgangsklasse (poule A & B) degraderen naar de Eerste klasse.

## Kampioenen

### Heren
| Seizoen   | OVK A        | OVK B        |
| --------- | ------------ | ------------ |
| 1981/1982 | MOP          | HDM          |
| 1982/1983 | Geel-Zwart   | Leiden       |
| 1983/1984 | SCHC         | Den Bosch    |
| 1984/1985 | Hattem       | Schaerweijde |
| 1985/1986 | MEP          | Breda        |
| 1986/1987 | Gooische     | Pinoké       |
| 1987/1988 | Forward      | Geel-Zwart   |
| 1988/1989 | Schaerweijde | Hattem       |
| 1989/1990 | Victoria     | Forward      |
| 1990/1991 | Hattem       | MEP          |
| 1991/1992 | Pinoké       | Venlo        |
| 1992/1993 | Victoria     | Den Bosch    |
| 1993/1994 | EHV          | Push         |
| 1994/1995 | Kampong      | Victoria     |
| 1995/1996 | EHV          | Groningen    |

| Seizoen   | OVK A        | OVK B             |
| --------- | ------------ | ----------------- |
| 1996/1997 | SCHC         | Hurley            |
| 1997/1998 | Hattem       | Venlo             |
| 1998/1999 | Tilburg      | MEP               |
| 1999/2000 | Rotterdam    | Pinoké            |
| 2000/2001 | Union        | Hattem            |
| 2001/2002 | Rotterdam    | SCHC              |
| 2002/2003 | EMHC         | Laren             |
| 2003/2004 | Tilburg      | Breda             |
| 2004/2005 | Rotterdam    | Eindhoven         |
| 2005/2006 | Kampong      | Voordaan          |
| 2006/2007 | Union        | Laren             |
| 2007/2008 | Hurley       | Klein Zwitserland |
| 2008/2009 | Hurley       | Victoria          |
| 2009/2010 | Rood-Wit     | HDM               |
| 2010/2011 | Schaerweijde | Hurley            |

| Seizoen   | Promotiepoule |                   |
| --------- | ------------- | ----------------- |
| 2011/2012 | Voordaan      |                   |
| 2012/2013 | Hurley        |                   |
| Seizoen   | OVK A         | OVK B             |
| 2013/2014 | Push          | HDM               |
| 2014/2015 | Voordaan      | SCHC              |
| 2015/2016 | Qui Vive      | Almere            |
| 2016/2017 | Schaerweijde  | SCHC              |
| 2017/2018 | Hurley        | Klein Zwitserland |

| 2023/2024 | HCAS |  |

### Dames
| Seizoen   | OVK A             | OVK B       |
| --------- | ----------------- | ----------- |
| 1981/1982 | HDM               | MOP         |
| 1982/1983 | Forward           | Union       |
| 1983/1984 | Rotterdam         | Laren       |
| 1984/1985 | Klein Zwitserland | Push        |
| 1985/1986 | Groningen         | Kampong     |
| 1986/1987 | Laren             | DKS         |
| 1987/1988 | EMHC              | Bloemendaal |
| 1988/1989 | Laren             | Pinoké      |
| 1989/1990 | Rotterdam         | Den Bosch   |
| 1990/1991 | Oranje Zwart      | Zwolle      |
| 1991/1992 | Rotterdam         | EMHC        |
| 1992/1993 | Oranje Zwart      | Bloemendaal |
| 1993/1994 | Groningen         | Victoria    |
| 1994/1995 | Alecto            | Zwolle      |
| 1995/1996 | Oranje Zwart      | Hurley      |

| Seizoen   | OVK A             | OVK B        |
| --------- | ----------------- | ------------ |
| 1996/1997 | Hilversum         | Pinoké       |
| 1997/1998 | Nijmegen          | Oranje Zwart |
| 1998/1999 | Push              | Zwolle       |
| 1999/2000 | Groningen         | Hurley       |
| 2000/2001 | Klein Zwitserland | HDM          |
| 2001/2002 | SCHC              | Bloemendaal  |
| 2002/2003 | Victoria          | Nijmegen     |
| 2003/2004 | Hurley            | SCHC         |
| 2004/2005 | Hurley            | Pinoké       |
| 2005/2006 | Forward           | Groningen    |
| 2006/2007 | Oranje Zwart      | HDM          |
| 2007/2008 | HGC               | MOP          |
| 2008/2009 | Push              | Oranje Zwart |
| 2009/2010 | Hurley            | Push         |
| 2010/2011 | Rood-Wit          | MOP          |

| Seizoen   | Promotiepoule |             |
| --------- | ------------- | ----------- |
| 2011/12   | Nijmegen      |             |
| 2012/13   | HIC           |             |
| Seizoen   | OVK A         | OVK B       |
| 2013/2014 | Wageningen    | Bloemendaal |
| 2014/2015 | Push          | HGC         |
| 2015/2016 | Groningen     | Were Di     |
| 2016/2017 | Nijmegen      | Huizen      |
| 2017/2018 | Rotterdam     | Pinoké      |

- Met een totaal van 11 kampioenschappen (6 heren- en 5 dameskampioenschappen) is Hurley recordhouder in de Overgangsklasse.

Nederlandse competities: Hoofdklasse (zaal) · Promotieklasse · Overgangsklasse · Eerste klasse · Tweede klasse · Derde klasse · Vierde klasse · Gold Cup · Silver Cup

Nederlands kampioenschap: Lijst van Nederlandse landskampioenen hockey · Lijst van Nederlandse landskampioenen zaalhockey

Europese competities: Euro Hockey League · Europacup I · Europa Cup II · Europacup zaalhockey